# Pola Bitew (seria wydawnicza)
Pola Bitew – numerowana, monograficzna seria broszurowych publikacji naukowych wydawnictwa Inforteditions wydawana od 2005. Zawiera analizy poszczególnych batalii (walnych bitew) z historii świata.

## Lista pozycji
1. Radomir F. Grabowski: Guzów 5 VII 1607. Zabrze: 2005. ISBN 83-89943-03-4. Brak numerów stron w książce
2. Radosław Sikora: Lubieszów 17 IV 1577. Zabrze: 2005. ISBN 83-89943-05-0. Brak numerów stron w książce
3. Witold Biernacki: Ajgospotamoj 405 r. p.n.e.. Zabrze: 2006. ISBN 83-89-94308-5. Brak numerów stron w książce
4. Maciej Milczanowski: Filippi 23 X 42 p.n.e.. Zabrze: 2006. ISBN 83-89943-10-7. Brak numerów stron w książce
5. Tomasz Rogacki: Mont Saint Jean 18 VI 1815. Zabrze: 2006. ISBN 83-89-94311-5. Brak numerów stron w książce
6. Łukasz Ossoliński: Cudnów-Słobodyszcze 1660. Zabrze: 2006. ISBN 83-89943-12-3. Brak numerów stron w książce
7. Marcin Domagała: Biała Cerkiew 23-25 IX 1651. Zabrze: 2007. ISBN 978-83-89943-15-8. Brak numerów stron w książce
8. Claes Wahlöö, Göran Larsson: Bitwa pod Lundem 4 XII 1676. Zabrze: 2008. ISBN 978-83-89943-30-9. Brak numerów stron w książce
9. Paweł Nowatkiewicz: Orynin 28 IX 1618. Zabrze: 2009. ISBN 978-83-89943-35-4. Brak numerów stron w książce
10. Andrzej Dubicki: Kampania letnia na froncie rumuńskim w 1917 roku. Zabrze: 2010. ISBN 978-83-89943-54-5. Brak numerów stron w książce
11. Piotr Tafiłowski: Mohács 29 VIII 1526. Zabrze: 2010. ISBN 978-83-89943-55-2. Brak numerów stron w książce
12. Robert Primke, Maciej Szczerepa: Kock 2–5 X 1939. Ostatnia bitwa Września i jej dowódca. Zabrze: 2011. ISBN 978-83-89943-70-5. Brak numerów stron w książce
13. Agnieszka Bartnik: Powstanie Cywilisa 69–70 n.e. Zabrze - Tarnowskie Góry: 2011. ISBN 978-83-89943-73-6. Brak numerów stron w książce
14. Tomasz Rogacki: Wagram 5–6 VII 1809. Zabrze: 2012. ISBN 978-83-89943-85-9. Brak numerów stron w książce
15. Ulf Sundberg: Bitwa pod Staeket 13 VIII 1719. Zabrze: 2012. ISBN 978-83-89943-81-1. Brak numerów stron w książce
16. Marian Małecki: Aljubarrota 14 VIII 1385. Obroniona niepodległość Portugalii. Zabrze: 2012. ISBN 978-83-89-94394-1. Brak numerów stron w książce
17. Tomasz Rogacki: Cingtao 2 IX – 7 XI 1914. Zabrze: 2012. ISBN 978-83-89-94392-7. Brak numerów stron w książce
18. Roman Kochnowski: Pojedynek koło Zatoki Rekina 19 XI 1941. Zabrze: 2012. ISBN 978-83-89943-95-8. Brak numerów stron w książce
19. Łukasz Pabich: Zenta 11 XI 1697. Zabrze: 2012. ISBN 978-83-89943-98-9. Brak numerów stron w książce
20. Tomasz Rogacki: Castiglione 5 VIII 1796. Zabrze - Tarnowskie Góry: 2013. ISBN 978-83-64023-08-8. Brak numerów stron w książce
21. Witold Biernacki: Todmarch. Kampania wojsk katolickich 1620 roku (1). Zabrze - Tarnowskie Góry: 2013. ISBN 978-83-64023-11-8. Brak numerów stron w książce
22. Damian Płowy: Poniec 7 XI 1704. Kampania jesienna Karola XII. Zabrze - Tarnowskie Góry: 2013. ISBN 978-83-64023-13-2. Brak numerów stron w książce
23. Jarosław Jastrzębski: Rajd Doolittle’a na Tokio 18 IV 1942. Uwarunkowania polityczne i strategiczne operacji. Zabrze - Tarnowskie Góry: 2013. ISBN 978-83-64023-15-6. Brak numerów stron w książce
24. Roman Kochnowski: Bitwa u ujścia La Platy 13 XII 1939. Zabrze - Tarnowskie Góry: Inforteditions, 2013. ISBN 978-83-64023-18-7. Brak numerów stron w książce
25. Tomasz Rogacki: Marengo 14 VI 1800. Zabrze - Tarnowskie Góry: Inforteditions, 2013. ISBN 978-83-64023-20-0. Brak numerów stron w książce
26. Witold Biernacki: Todmarch. Kampania wojsk katolickich 1620 roku (2). Zabrze - Tarnowskie Góry: Inforteditions, 2013. ISBN 978-83-64023-24-8. Brak numerów stron w książce
27. Jarosław Jastrzębski: Kuantan 10 XII 1941. Anatomia brytyjskiej klęski. Zabrze - Tarnowskie Góry: Inforteditions, 2013. ISBN 978-83-64023-32-3. Brak numerów stron w książce
28. Przemysław Grzymski: Bitwa Łódzka 1914. Geneza – przebieg – znaczenie. Zabrze - Tarnowskie Góry: Inforteditions, 2014. ISBN 978-83-64023-34-7. Brak numerów stron w książce
29. Tomasz Rogacki: Adua 1 III 1896. Zabrze - Tarnowskie Góry: Inforteditions, 2014. ISBN 978-83-64023-36-1. Brak numerów stron w książce
30. Miron Kosowski: Chełm 8 VI 1794. Zabrze - Tarnowskie Góry: Inforteditions, 2014. ISBN 978-83-64023-43-9. Brak numerów stron w książce
31. Marek Woźniak: Termopile i Artemizjon 480 p.n.e. Pierwsza linia obrony Hellady. Zabrze - Tarnowskie Góry: Inforteditions, 2014. ISBN 978-83-64023-51-4. Brak numerów stron w książce
32. Piotr Derdej: Konstantynopol 29 V 1453. Zabrze - Tarnowskie Góry: Inforteditions, 2015. ISBN 978-83-64023-54-5. Brak numerów stron w książce
33. Tomasz Rogacki: Ligny – Quatre Bras 16 VI 1815. Zabrze - Tarnowskie Góry: Inforteditions, 2015. ISBN 978-83-64023-57-6. Brak numerów stron w książce
34. Damian Płowy: Od Ponieca do Bełcza Wielkiego. Działania pościgowe Karola XII jesienią 1704. Zabrze - Tarnowskie Góry: Inforteditions, 2015. ISBN 978-83-64023-58-3. Brak numerów stron w książce
35. Krzysztof Kubiak: Niemiecka okupacja Wysp Normandzkich 1940-1945. Zabrze - Tarnowskie Góry: Inforteditions, 2015. ISBN 978-83-64023-66-8. Brak numerów stron w książce
36. Tomasz Rogacki: Aspern – Essling 21-22 V 1809. Zabrze - Tarnowskie Góry: Inforteditions, 2015. ISBN 978-83-64023-67-5. Brak numerów stron w książce
37. Patryk Masny: Bitwa o Hue 31 I – 24 II 1968. Zabrze - Tarnowskie Góry: Inforteditions, 2015. ISBN 978-83-64023-73-6. Brak numerów stron w książce
38. Grzegorz Wojciechowski: Chiwa 1839–1840. Zabrze - Tarnowskie Góry: Inforteditions, 2016. ISBN 978-83-64023-80-4. Brak numerów stron w książce
39. Witalij Pienskoj: Mołodia 28 VII – 3 VIII 1572. Zabrze - Tarnowskie Góry: Inforteditions, 2016. ISBN 978-83-64023-83-5. Brak numerów stron w książce
40. Witold Biernacki: Todmarch. Kampania wojsk katolickich 1620 roku (3). Zabrze - Tarnowskie Góry: Inforteditions, 2016. ISBN 978-83-64023-85-9. Brak numerów stron w książce
41. Marcin Suchacki: Od Náchodu do Wersalu 1866–1871. Zabrze - Tarnowskie Góry: Inforteditions, 2017. ISBN 978-83-64023-86-6. Brak numerów stron w książce
42. Wacław Tokarz: Bitwa pod Ostrołęką. Zabrze - Tarnowskie Góry: Inforteditions, 2017. ISBN 978-83-64023-89-3. Brak numerów stron w książce Wydanie oryginalne w 1922.
43. Mikołaj Olejnik, Paweł Sz. Skworoda: Kalisz 29 X 1706. Niechciane zwycięstwo, wybaczona porażka. Zabrze - Tarnowskie Góry: Inforteditions, 2017. ISBN 978-83-64023-97-2. Brak numerów stron w książce
44. Tomasz Rogacki: 1812. Na skrzydłach Wielkiej Armii (1). II K, VI K, IX K. Zabrze - Tarnowskie Góry: Inforteditions, 2017. ISBN 978-83-65982-01-8. Brak numerów stron w książce
45. Grzegorz Wojciechowski: Sycylia 1848–1849. Zabrze - Tarnowskie Góry: Inforteditions, 2017. ISBN 978-83-65982-03-2. Brak numerów stron w książce
46. Witold Biernacki: Pressburg 1620. Jesienna kampania księcia Gábora Bethlena. Zabrze - Tarnowskie Góry: Inforteditions, 2018. ISBN 978-83-65982-07-0. Brak numerów stron w książce
47. Marcin Suchacki: Magenta – Custoza – Mentana 1859–1867: z dziejów wojen o zjednoczenie Włoch. Zabrze - Tarnowskie Góry: Inforteditions, 2018. ISBN 978-83-65982-13-1. Brak numerów stron w książce
48. Przemysław Benken: Ap Bac 1963 – Binh Gia 1964. Dwie bitwy, które zmieniły bieg II wojny indochińskiej. Zabrze - Tarnowskie Góry: Inforteditions, 2018. ISBN 978-83-65982-14-8. Brak numerów stron w książce
49. Waldemar Królikowski, Paweł Sz. Skworoda: Ochmatów 30 I 1644. Triumf nad forpocztą wojującego islamu. Zabrze - Tarnowskie Góry: Inforteditions, 2018. ISBN 978-83-65982-15-5. Brak numerów stron w książce
50. Damian Płowy: Od Eisenbirn do Höchstädt. Kampania w Górnej Austrii 1703 roku (1). Zabrze - Tarnowskie Góry: Inforteditions, 2018. ISBN 978-83-65982-16-2. Brak numerów stron w książce
51. Edward Izdebski: Bitwa pod Zamościem 26–27 sierpnia 1914 r. Zabrze - Tarnowskie Góry: Inforteditions, 2018. ISBN 978-83-65982-17-9. Brak numerów stron w książce Wydanie oryginalne w 1929.
52. Biuro Historyczne Sztabu Generalnego: Bój pod Zasławiem 23 września 1920. Zabrze - Tarnowskie Góry: Inforteditions, 2018. ISBN 978-83-65982-20-9. Brak numerów stron w książce Reprint.
53. Dmitrij Seliwerstow: Bitwa pod Sołchatem 22 VI 1434. Zabrze - Tarnowskie Góry: Inforteditions, 2018. ISBN 978-83-65982-22-3. Brak numerów stron w książce
54. Artur Foryt: Wyprawa Chrobrego na Kijów 1018. Zabrze - Tarnowskie Góry: Inforteditions, 2018. ISBN 978-83-65982-24-7. Brak numerów stron w książce
55. Marian Małecki: Pszczyna-Tychy 1919. I powstanie śląskie na ziemi pszczyńskiej. Zabrze-Tarnowskie Góry: Inforteditions, 2019.
56. Mariusz Samp: Krosno Odrzańskie 1005 i 1015. Zabrze-Tarnowskie Góry: Inforteditions, 2019.
57. Michał Leszczyński: Dien Bien Phu 1954. Zabrze-Tarnowskie Góry: Inforteditions, 2019.
58. Marcin Suchacki: Od Ober-Selk do Meksyku 1864–1867: Z wojennych dziejów Austrii. Zabrze-Tarnowskie Góry: Inforteditions, 2019.
59. Tomasz Rogacki: Zorndorf (Sarbinowo) 25 VIII 1758. Zabrze-Tarnowskie Góry: Inforteditions, 2019.
60. Igor Babulin: Obrona Kandii 1648-1669: Najdłuższe oblężenie w historii. Zabrze-Tarnowskie Góry: Inforteditions, 2020.
61. Paweł Szymon Skworoda: Martynów 20 VI 1624: Pogrom nieprzyjaciół wiary chrześcijańskiej. Zabrze-Tarnowskie Góry: Inforteditions, 2020.
62. Mariusz Samp: Praga 1004: Największa klęska Bolesława Chrobrego. Zabrze-Tarnowskie Góry: Inforteditions, 2020.
63. Marcin Suchacki: Od Nowej Francji do Łopuszna 1752-1915. Zabrze-Tarnowskie Góry: Inforteditions, 2020.
64. Wiktor Czermak: Przeprawa Czarnieckiego na wyspę Alsen. Zabrze-Tarnowskie Góry: Inforteditions, 2020. Wydanie oryginalne w 1884.
65. Bolesław Waligóra: Bój pod Radzyminem. Zabrze-Tarnowskie Góry: Inforteditions, 2020.
66. Tomasz Rogacki: 1812: Na skrzydłach Wielkiej Armii (2). VII K, K Schwarzenberga, Polacy, D. Durutte, oddziały marszowe. Zabrze-Tarnowskie Góry: Inforteditions, 2020.
67. Jakub Juszyński: Bratysława 4-5 VII 907: Bitwa, która zmieniła Europę. Zabrze-Tarnowskie Góry: Inforteditions, 2020.
68. Franciszek Ksawery Latinik: Walka o Śląsk Cieszyński w r. 1919. Zabrze-Tarnowskie Góry: Inforteditions, 2020. Wydanie oryginalne w 1934.
69. Agnieszka Teterycz Puzio: Dwie bitwy: Mozgawa 13 IX 1195 - Zawichost 19 VI 1205. Zabrze-Tarnowskie Góry: Inforteditions, 2020.
70. Paweł Szymon Skworoda: Bitwa pod Trzcianą 27 VI 1629: Legendarna łaźnia Lwa Północy. Zabrze-Tarnowskie Góry: Inforteditions, 2020.
71. Daniel Gazda: Memfis 728 rok p.n.e. Zabrze-Tarnowskie Góry: Inforteditions, 2020.
72. Mariusz Samp: Budziszyn 1029: Mieszko II i oblężenie połabskiego grodu. Zabrze-Tarnowskie Góry: Inforteditions, 2021.
73. Marcin Suchacki: Custoza 1866: Bitwa bez zwycięzców. Zabrze-Tarnowskie Góry: Inforteditions, 2021.
74. Tomasz Rogacki: 1812: Na skrzydłach Wielkiej Armii (3): X K (Prusacy, Polacy, Bawarzy, Westfalczycy, Francuzi). Zabrze-Tarnowskie Góry: Inforteditions, 2021.
75. Jakub Juszyński: Trutina 8 X 1110: Zwycięstwo polskich konnych łuczników. Zabrze-Tarnowskie Góry: Inforteditions, 2021.
76. Cezary Namirski: Ballaghmoon 13 IX 908. Zabrze-Tarnowskie Góry: Inforteditions, 2021.
77. Wacław Tokarz: Marsz Madalińskiego. Zabrze-Tarnowskie Góry: Inforteditions, 2021. Reprint.
78. Mariusz Samp: Bytom Odrzański 23 VIII 1109. Zabrze-Tarnowskie Góry: Inforteditions, 2021.
79. Marcin Suchacki: Chickamauga 1863: Niespełniona nadzieja Konfederacji. Zabrze-Tarnowskie Góry: Inforteditions, 2021.
80. Andrzej Olejko: Skrzydła nad Beskidami 1914: Lotnictwo austro-węgierskie w walkach o Kraków i w operacji łapanowsko-limanowskiej. Zabrze-Tarnowskie Góry: Inforteditions, 2021.
81. Tomasz Rogacki: Gross-Jagersdorf 30 VIII 1757: Pyrrusowe zwycięstwo Apraksina. Zabrze-Tarnowskie Góry: Inforteditions, 2021.
82. Marcin Gubała: Panipat 14 I 1761. Zabrze-Tarnowskie Góry: Inforteditions, 2021.
83. Janusz Sopoćko: Zarys działań armii rosyjskich i austriackich (sierpień-wrzesień 1914). Zabrze-Tarnowskie Góry: Inforteditions, 2021. Wydanie oryginalne w 1928.
84. Dmitrij Seliwerstow: Rusa 3 II 1456: Początek upadku republiki Nowogrodu Wielkiego. Zabrze-Tarnowskie Góry: Inforteditions, 2021.
85. Mariusz Samp: Brenna 991. Ostatnia wojna Mieszka I. Zabrze-Tarnowskie Góry: Inforteditions, 2022.
86. Marcin Suchacki: Mentana 1867: bitwa o duchową przyszłość Europy. Zabrze-Tarnowskie Góry: Inforteditions, 2022.
87. Tomasz Rogacki: Friedland 14 VI 1807. Jak kończy się bitwa z rzeką za plecami. Zabrze-Tarnowskie Góry: Inforteditions, 2022.
88. Agnieszka Teterycz-Puzio: Walki Konrada I Mazowieckiego o Kraków. Skała (1228) – Kalisz (1229) – Suchodół (1243) – Zaryszków (1246). Zabrze-Tarnowskie Góry: Inforteditions, 2022.
89. Cezary Namirski: Homildon Hill 14 IX 1402, Shrewbury 21 VII 1403: triumf i klęska rodu Percy. Zabrze-Tarnowskie Góry: Inforteditions, 2022.
90. Michał Leszczyński: Kampania Franklin-Nashville 18 IX-27 XII 1864. Zabrze-Tarnowskie Góry: Inforteditions, 2022.
91. Marcin Suchacki: Magenta 1859: w rękach bogini losu. Zabrze-Tarnowskie Góry: Inforteditions, 2022.
92. Dmitrij Seliwerstow: Korostyń – Szełoń 1471. Kres „Pana Nowogrodu Wielkiego”. Zabrze-Tarnowskie Góry: Inforteditions, 2022.
93. Marcin Gubała: Z epizodów wojen napoleońskich. Diamond Rock (1804-1805). Zabrze-Tarnowskie Góry: Inforteditions, 2022.